# ملکه مه
ملکه مه (انگلیسی: May Queen; کره‌ای: 메이퀸; لاتین‌نویسی اصلاح‌شده: Meikwin) یک مجموعهٔ تلویزیونی کره جنوبی سال ۲۰۱۲ در ژانر ملودرام دربارهٔ سه شخص در صنعت کشتی سازی است که جاه‌طلبی، انتقام، خیانت و عشق را در پس‌زمینهٔ صنعت کشتی سازی اولسان تجربه می‌کنند. در این مجموعه هان جی هی، کیم جه‌وون و جه هی بازی کردند.

## بازیگران

### اصلی
- هان جی هی در نقش چون هه جو
  - کیم یو-جونگ در نقش جوانی چون هه جو
- کیم جه‌وون در نقش کانگ سان
  - پارک هه رین در نقش جوانی کانگ سان
- جه هی در نقش پارک چانگ هی
  - پارک گون ته در نقش جوانی پارک چانگ هی

### مکمل
- سون اون-سو در نقش جانگ این هوا
  - جونگ جی-سو در نقش جوانی این هوا
- بک سونگ هی در نقش جو مین گیونگ

خانواده چون هه جو
- آن نه-سانگ در نقش چون هونگ چول
- گیوم بورا در نقش جو دال سون
- مون جی یون در نقش چون سانگ ته
  - گری در نقش جوانی سانگ ته
- جونگ هه وون در نقش چون یونگ جو
  - کانگ جی وو در نقش جوانی یونگ جو
- یون جونگ اون در نقش چون جین جو

گروه چونجی
- لی دوک-هوا در نقش جانگ دو هیون
- یانگ می‌گیونگ در نقش لی گوم هی
- یون جونگ هوا در نقش جانگ ایل مون
  - سو یونگ-جو در نقش جوانی ایل مون
- کیم کیو چول در نقش پارک گی چول

گروه هه‌پونگ
- گو این بوم در نقش کانگ ده پیونگ
- کیم جی-یونگ در نقش لی بونگ هی

## آمار بینندگان
در جدول زیر، اعداد آبی کمترین رتبه و اعداد قرمز بیشترین رتبه را نشان می‌دهند.
| قسمت #  | تاریخ پخش اصلی | میانگین سهم مخاطب | میانگین سهم مخاطب  | میانگین سهم مخاطب | میانگین سهم مخاطب  | میانگین سهم مخاطب |
| قسمت #  | تاریخ پخش اصلی | TNmS Ratings      | TNmS Ratings       | AGB Nielsen       | AGB Nielsen        |                   |
| قسمت #  | تاریخ پخش اصلی | سراسر کشور        | ناحیه پایتختی سئول | سراسر کشور        | ناحیه پایتختی سئول |                   |
| ------- | -------------- | ----------------- | ------------------ | ----------------- | ------------------ | ----------------- |
| ۱       | ۲۰۱۲/۰۸/۱۸     | ۱۱٫۳٪             | ۱۲٫۱٪              | ۱۱٫۳٪             | ۱۲٫۵٪              |                   |
| ۲       | ۲۰۱۲/۰۸/۱۹     | ۱۱٫۶٪             | ۱۲٫۶٪              | ۱۰٫۸٪             | ۱۲٫۳٪              |                   |
| ۳       | ۲۰۱۲/۰۸/۲۵     | ۱۳٫۹٪             | ۱۵٫۴٪              | ۱۲٫۰٪             | ۱۳٫۱٪              |                   |
| ۴       | ۲۰۱۲/۰۸/۲۶     | ۱۴٫۲٪             | ۱۶٫۶٪              | ۱۲٫۷٪             | ۱۳٫۹٪              |                   |
| ۵       | ۲۰۱۲/۰۹/۰۱     | ۱۴٫۵٪             | ۱۵٫۶٪              | ۱۳٫۷٪             | ۱۴٫۷٪              |                   |
| ۶       | ۲۰۱۲/۰۹/۰۲     | ۱۶٫۶٪             | ۱۹٫۰٪              | ۱۴٫۶٪             | ۱۵٫۶٪              |                   |
| ۷       | ۲۰۱۲/۰۹/۰۸     | ۱۷٫۴٪             | ۱۸٫۹٪              | ۱۴٫۶٪             | ۱۵٫۵٪              |                   |
| ۸       | ۲۰۱۲/۰۹/۰۹     | ۱۶٫۲٪             | ۱۸٫۸٪              | ۱۵٫۴٪             | ۱۷٫۵٪              |                   |
| ۹       | ۲۰۱۲/۰۹/۱۵     | ۱۷٫۹٪             | ۱۹٫۶٪              | ۱۶٫۸٪             | ۱۷٫۶٪              |                   |
| ۱۰      | ۲۰۱۲/۰۹/۱۶     | ۱۷٫۴٪             | ۱۹٫۱٪              | ۱۷٫۷٪             | ۱۸٫۷٪              |                   |
| ۱۱      | ۲۰۱۲/۰۹/۲۲     | ۲۰٫۰٪             | ۲۲٫۵٪              | ۱۸٫۶٪             | ۱۹٫۷٪              |                   |
| ۱۲      | ۲۰۱۲/۰۹/۲۳     | ۱۸٫۷٪             | ۲۱٫۲٪              | ۱۷٫۱٪             | ۱۸٫۱٪              |                   |
| ۱۳      | ۲۰۱۲/۰۹/۲۹     | ۱۷٫۷٪             | ۲۰٫۵٪              | ۱۴٫۶٪             | ۱۵٫۹٪              |                   |
| ۱۴      | ۲۰۱۲/۰۹/۳۰     | ۱۵٫۳٪             | ۱۶٫۴٪              | ۱۳٫۱٪             | ۱۴٫۵٪              |                   |
| ۱۵      | ۲۰۱۲/۱۰/۰۶     | ۲۰٫۸٪             | ۲۳٫۱٪              | ۱۷٫۷٪             | ۱۸٫۹٪              |                   |
| ۱۶      | ۲۰۱۲/۱۰/۰۷     | ۱۸٫۷٪             | ۲۱٫۵٪              | ۱۷٫۴٪             | ۱۸٫۱٪              |                   |
| ۱۷      | ۲۰۱۲/۱۰/۱۳     | ۱۹٫۲٪             | ۲۱٫۳٪              | ۱۸٫۹٪             | ۲۰٫۱٪              |                   |
| ۱۸      | ۲۰۱۲/۱۰/۱۴     | ۱۹٫۱٪             | ۲۱٫۸٪              | ۱۷٫۶٪             | ۱۸٫۸٪              |                   |
| ۱۹      | ۲۰۱۲/۱۰/۲۰     | ۱۹٫۴٪             | ۲۲٫۱٪              | ۱۸٫۷٪             | ۱۹٫۹٪              |                   |
| ۲۰      | ۲۰۱۲/۱۰/۲۱     | ۱۹٫۸٪             | ۲۲٫۹٪              | ۱۸٫۰٪             | ۱۹٫۳٪              |                   |
| ۲۱      | ۲۰۱۲/۱۰/۲۷     | ۱۹٫۵٪             | ۲۱٫۶٪              | ۱۸٫۲٪             | ۱۹٫۴٪              |                   |
| ۲۲      | ۲۰۱۲/۱۰/۲۸     | ۱۹٫۶٪             | ۲۱٫۹٪              | ۱۷٫۸٪             | ۱۸٫۵٪              |                   |
| ۲۳      | ۲۰۱۲/۱۱/۰۳     | ۱۸٫۹٪             | ۲۱٫۳٪              | ۱۸٫۵٪             | ۲۰٫۰٪              |                   |
| ۲۴      | ۲۰۱۲/۱۱/۰۴     | ۱۹٫۶٪             | ۲۲٫۰٪              | ۱۷٫۸٪             | ۱۹٫۳٪              |                   |
| ۲۵      | ۲۰۱۲/۱۱/۱۰     | ۱۹٫۸٪             | ۲۱٫۶٪              | ۱۸٫۹٪             | ۲۰٫۴٪              |                   |
| ۲۶      | ۲۰۱۲/۱۱/۱۱     | ۱۹٫۲٪             | ۲۱٫۴٪              | ۱۸٫۰٪             | ۱۹٫۰٪              |                   |
| ۲۷      | ۲۰۱۲/۱۱/۱۷     | ۱۹٫۲٪             | ۲۱٫۵٪              | ۱۹٫۱٪             | ۲۱٫۳٪              |                   |
| ۲۸      | ۲۰۱۲/۱۱/۱۸     | ۱۹٫۳٪             | ۲۱٫۷٪              | ۱۹٫۳٪             | ۲۰٫۳٪              |                   |
| ۲۹      | ۲۰۱۲/۱۱/۲۴     | ۲۱٫۵٪             | ۲۵٫۴٪              | ۲۰٫۰٪             | ۲۱٫۱٪              |                   |
| ۳۰      | ۲۰۱۲/۱۱/۲۵     | ۲۲٫۰٪             | ۲۴٫۸٪              | ۲۱٫۰٪             | ۲۲٫۶٪              |                   |
| ۳۱      | ۲۰۱۲/۱۲/۰۱     | ۲۴٫۲٪             | ۲۴٫۸٪              | ۲۲٫۷٪             | ۲۳٫۹٪              |                   |
| ۳۲      | ۲۰۱۲/۱۲/۰۲     | ۲۴٫۵٪             | ۲۵٫۵٪              | ۲۳٫۶٪             | ۲۴٫۶٪              |                   |
| ۳۳      | ۲۰۱۲/۱۲/۰۸     | ۲۴٫۳٪             | ۲۶٫۲٪              | ۲۳٫۳٪             | ۲۴٫۴٪              |                   |
| ۳۴      | ۲۰۱۲/۱۲/۰۹     | ۲۴٫۴٪             | ۲۷٫۶٪              | ۲۳٫۵٪             | ۲۴٫۹٪              |                   |
| ۳۵      | ۲۰۱۲/۱۲/۱۵     | ۲۳٫۰٪             | ۲۵٫۳٪              | ۲۱٫۷٪             | ۲۲٫۱٪              |                   |
| ۳۶      | ۲۰۱۲/۱۲/۱۶     | ۱۹٫۴٪             | ۲۱٫۱٪              | ۲۰٫۶٪             | ۲۱٫۸٪              |                   |
| ۳۷      | ۲۰۱۲/۱۲/۲۲     | ۲۲٫۴٪             | ۲۳٫۸٪              | ۲۰٫۲٪             | ۲۱٫۷٪              |                   |
| ۳۸      | ۲۰۱۲/۱۲/۲۳     | ۲۵٫۹٪             | ۲۹٫۴٪              | ۲۶٫۴٪             | ۲۷٫۵٪              |                   |
| میانگین | میانگین        | ۱۹٫۱۲٪            | ۲۱٫۲۶٪             | ۱۷٫۹۴٪            | ۱۹٫۱۴٪             |                   |